# Þrymskviða

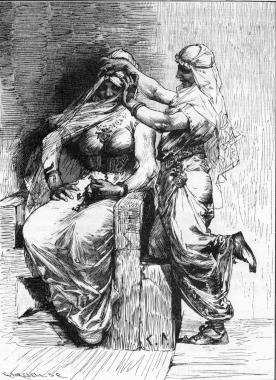
Thor es disfressa de núvia i Loki com la seva dama de companyia.

Þrymskviða (també Thrymskviða, Thrymskvitha, Thrymskvidha o Thrymskvida) és un dels més coneguts poemes de l'Edda poètica, a més de ser un dels mites nòrdics que més va perdurar en popularitat en Escandinàvia i va continuar sent relatat i cantat sota diverses formes fins al segle xix.

## Sinopsi
El gegant Þrymr roba a Thor el seu martell, Mjolnir, i reclama a Freyja a canvi, pretenent que se li lliuri la deessa i esdevingui la seva esposa. En lloc de Freyja, els Æsir vesteixen a Thor com a núvia i a Loki com la seva dama de companyia, i tots dos viatgen al Jötunheimr per a la celebració del casament. La identitat de Thor és còmicament descrita durant tota la recepció que organitza el gegant (es menja un bou, es beu tres barrils de cervesa...), amb Loki donant explicacions poc convincents però que feien que en certa forma el gegant acceptés l'estrany comportament (al·legava que l'immens apetit de la núvia era a causa que no havia menjat gens en els últims set dies a conseqüència de la seva emoció, o que la seva cara masculina era degut al fet que no havia dormit). El martell Mjolnir va ser finalment col·locat a les mans de Thor com a part de la cerimònia de les noces, permetent a aquest matar a tots els gegants, els trols i tornar exitós a casa.

## Anàlisi
No hi ha acord entre els erudits sobre l'edat del Þrymskviða. Alguns el veuen com una obra completament pagana i entre els més antics dels poemes èddics. Uns altres ho consideren com una més recent paròdia cristiana dels déus pagans.
En altres històries, les explicacions de Loki sobre el comportament de Thor té una clara analogia amb el conte de La Caputxeta Vermella, on el llop dona explicacions absurdes sobre les seves diferències amb l'àvia de la Caputxeta.

## La cançó de Thor
Parts de la història relatada en Þrymskviða es van mantenir en la Cançó de Thor, una cançó que era coneguda en Escandinàvia i de la qual hi ha relats suecs entre els segles xvii i xix. En aquesta cançó Thor és anomenat Torkar, Loki és Locke Lewe, Freyja senyoreta Frojenborg i Þrymr Trolletrams.
Un cicle de rímur islandès del segle xv, Þrymlur, relata la mateixa història i està basat en Þrymskviða.